# Pyrolyse
Pyrolyse oder pyrolytische Zersetzung (von altgriechisch πῦρ pyr ‚Feuer‘, ‚Hitze‘ und λύσις lýsis ‚(Auf)Lösung‘) bezeichnet verschiedene thermo-chemische Umwandlungsprozesse, in denen organische Verbindungen (Startmaterialien) bei hohen Temperaturen und weitgehend unter Ausschluss von Sauerstoff gespalten werden. Durch die hohen Temperaturen werden einige chemische Bindungen in den Startmaterialien gespalten, wobei durch den Sauerstoffmangel eine vollständige Verbrennung bzw. Oxidation verhindert wird. Die entstehenden Produkte sind vielfältig.
Pyrolyse kommt in vielen technischen Verfahren zum Einsatz. Moderne Backöfen verfügen über eine Pyrolysefunktion. Hierbei wird der Innenraum des Ofens bei Temperaturen von bis zu 500 Grad vollständig ausgebrannt, so dass Fett und Essensreste zu Asche zerfallen, danach kann der Ofen viel einfacher gereinigt werden. Durch Pyrolyse kann Biomasse gezielt in höherwertige Produkte wie Brennstoffe oder Chemikalien umgewandelt werden, aber auch beim klassischen Verkoken von Kohle und bei der Herstellung von Holzkohle finden Pyrolysevorgänge statt. Chemisch gesehen ist auch das Cracken von Erdöl ein Pyrolyseverfahren, wird jedoch nicht so genannt.
Veraltete Bezeichnungen für die technische Pyrolyse sind Brenzen, trockene Destillation, zersetzende Destillation, Entgasung oder Verschwelung. Das Bestimmungswort „Brenz-“ in den Namen chemischer Verbindungen wie Brenzcatechin, Brenzschleimsäure und Brenztraubensäure geht hierauf zurück.

## Begriffspräzision
Der Begriff Pyrolyse wird oft nicht ganz einheitlich verwendet.
Einerseits werden damit technische Prozesse bezeichnet, die eine unvollständige thermo-chemische Umwandlung anstreben, welche nicht über diese Phase der pyrolytischen Zersetzung hinausgeht. Andererseits wird die Phase der pyrolytischen Zersetzung bei der thermo-chemischen Umwandlung oft selbst als Pyrolyse bezeichnet. In dieser Bedeutung kann sie durchaus unerwünscht sein und beispielsweise beim Überhitzen oder schlechter Wärmeführung auftreten.
Beim Brandverhalten von Holz wird der Begriff Pyrolyse auch für den Zeitpunkt gebraucht, an dem eine isolierende und schützende Schicht aus verkohltem Holz über dem Restholz entsteht.

### Abgrenzung zur Vergasung
Von der Pyrolyse abzugrenzen ist die Vergasung. Dabei handelt es sich ebenfalls um eine thermo-chemische Umwandlung, allerdings geht diese über die Pyrolyse hinaus. Bei der Vergasung kommt im Vergleich zur Pyrolyse ein Vergasungsmittel mit Sauerstoff oder Sauerstoffatomen zum Einsatz, wodurch die Rohsubstanz weiter oxidiert wird und hauptsächlich gasförmige Produkte entstehen. Bei der Pyrolyse entstehen zwar auch Gase, allerdings sind das Ziel flüssige oder feste Produkte.

## Geschichte
Durch Pyrolyse gewonnener Holzteer und Pech sind die ältesten Kunststoffe der Menschheit. Es gibt Fundstellen in Italien, an denen Artefakte mit Birkenpech-Anhaftungen gefunden wurden, bei denen das Alter auf über 200.000 Jahre geschätzt wird, also mitten in die Neandertaler-Zeit Europas. Auch in der europäischen Mittelsteinzeit (8300–4000 v. Chr.) kannte man die Teer- und Pechgewinnung (Birkenpech) durch Pyrolyse. Dieses wurde besonders zum Kleben und Abdichten eingesetzt. Auch bei den Pfeilen des Ötzi wurde Birkenpech zum Verkleben benutzt. Aus verschiedenen anderen Ausgangsprodukten wurden ab dem 18. Jahrhundert Teere hergestellt, z. B. aus Steinkohle. Später wurden auch die leicht flüchtigen Bestandteile durch Kondensation aufgefangen und auf diese Weise Substanzen wie Essigsäure, Methanol (Holzgeist) oder Aceton gewonnen. Dieses Verfahren wird Trockendestillation genannt. Organische Pyrolysate (z. B. aus Hickoryholz, Holzessig) werden als Raucharoma verwendet.
Die Herstellung von Holzkohle mittels Pyrolyse ist seit mehreren Jahrhunderten bekannt.
Aktuell wird die Pyrolyse besonders als Mittel zur energetischen und stofflichen Nutzung nachwachsender Rohstoffe weiter erforscht.

## Chemie der Pyrolyse
Die pyrolytische Zersetzung ist eine Phase im Zuge einer thermochemischen Umwandlung eines Stoffes oder Stoffgemisches, die je nach Stoff bei ungefähr 150–700 °C erreicht wird. Durch die Wärme werden in den großen organisch-chemischen Molekülen Bindungen gespalten und neue, kleinere Moleküle entstehen. Optisch ist eine Zersetzung des Stoffes zu erkennen. Da kein externer Sauerstoff anwesend ist, findet keine Verbrennung und keine Oxidation statt. Trotzdem können Reaktionen mit Beteiligung von Sauerstoffatomen stattfinden, wenn diese schon im Ausgangsstoff vorhanden sind. Die pyrolytische Zersetzung ist ein endothermer Prozess, d. h., Energie muss zugeführt werden.

### Produkte

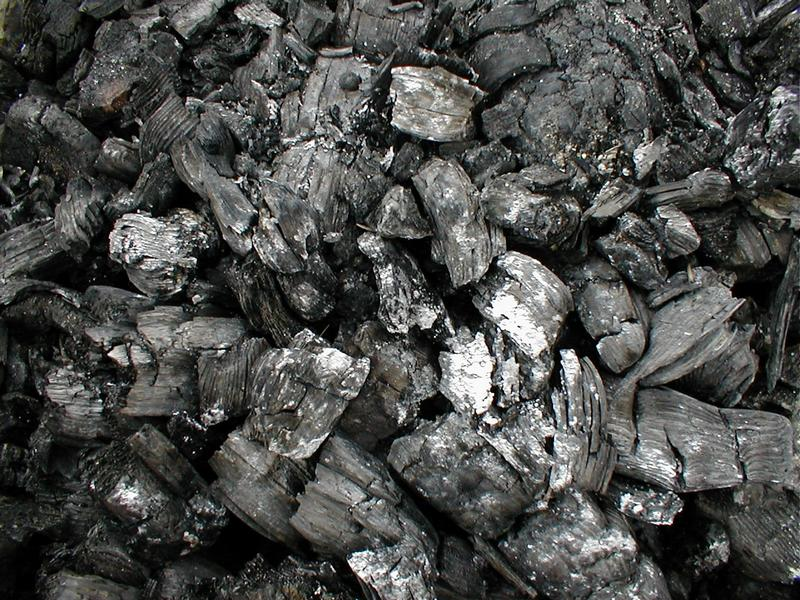
Holzkohle als Pyrolyseprodukt

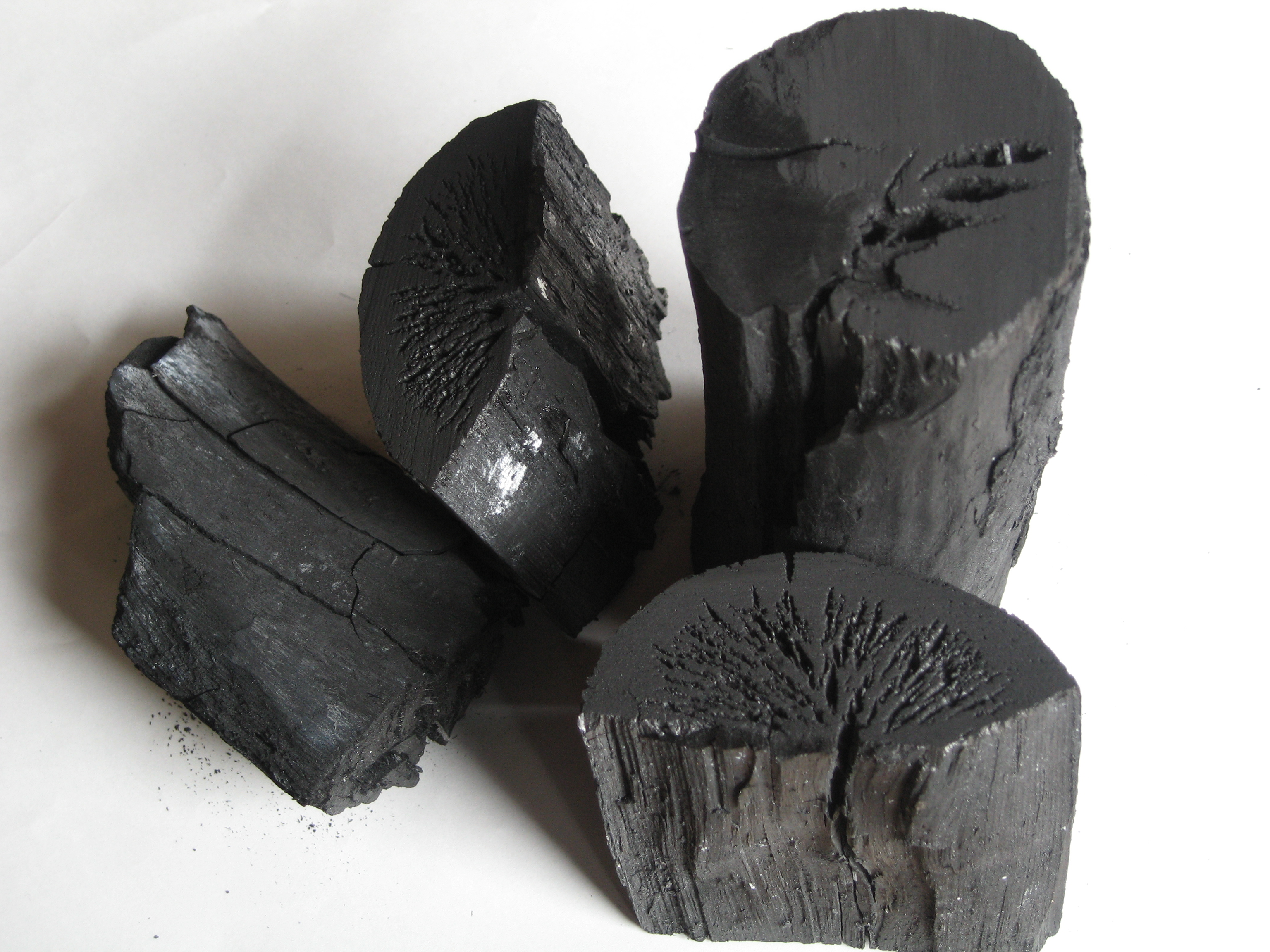
Holzkohle aus Eichenholz

Bei der Pyrolyse entstehen komplexe Produktgemische aus festen (z. B. Holzkohle), flüssigen (Pyrolyseöl) und gasförmigen (Pyrolysegas) Produkten, wobei die genauen Anteile von den konkreten Bedingungen und dem Ausgangsstoff abhängen. Grundsätzlich lässt sich sagen, dass mit höherer Temperatur und längerer Pyrolysedauer mehr gasförmige Produkte erhalten werden und mit niedrigeren Temperaturen und kürzeren Dauern eher flüssige Produkte. Werden Polymere pyrolysiert, entstehen oft die entsprechenden Monomere als Produkt.
Die Produkte können sowohl energetisch als Sekundärenergieträger genutzt werden, da sie hohe Energiegehalte aufweisen, als auch stofflich weiter genutzt werden, indem einzelne Chemikalien daraus gewonnen werden. Die Pyrolyse von Biomasse ist eine Möglichkeit, organische Grundchemikalien wie Benzol oder Phenol biobasiert herzustellen, die aktuell nur aus fossilen Quellen hergestellt werden.

## Technische Pyrolysevarianten
Pyrolyseanlagen werden nach Art der Beheizung unterschieden. Bei direkter Pyrolyse werden heiße Gase über das Substrat geleitet, während bei der indirekten Pyrolyse der Reaktionsraum von außen erhitzt wird.
Daneben gibt es zahlreiche weitere Unterscheidungs- und Einteilungsmöglichkeiten, beispielsweise nach Substrat, Verweildauer oder Temperatur.
Eine häufig gewählte Einteilung, besonders bei der Pyrolyse von Biomasse, ist die Einteilung nach Reaktionsdauer. Oft wird in langsame Pyrolyse (engl. slow pyrolysis), mittelschnelle (engl. intermediate pyrolysis) und schnelle Pyrolyse (engl. fast pyrolysis oder flash pyrolysis) unterteilt, allerdings gibt es auch gröbere oder feinere Unterteilungen.
| Pyrolyseart             | Temperatur [°C] | Verweildauer | Heizrate        | Anteil feste Produkte [%] | Anteil flüssige Produkte [%] | Anteil gasförmige Produkte [%] |
| ----------------------- | --------------- | ------------ | --------------- | ------------------------- | ---------------------------- | ------------------------------ |
| Schnelle Pyrolyse       | ≈ 500           | < 2–3 s      | hoch            | ≈ 12                      | ≈ 70                         | ≈ 13                           |
| Mittelschnelle Pyrolyse | ≈ 500           | 10–30 s      | mittel bis hoch | ≈ 25                      | ≈ 50                         | ≈ 25                           |
| Langsame Pyrolysen      |                 |              |                 |                           |                              |                                |
| Verkohlung              | ≈ 400           | h–d          | niedrig         | ≈ 35                      | ≈ 30                         | ≈ 35                           |
| Torrefizierung          | ≈ 250           | 10–60 min    | niedrig         | ≈ 80                      | ≈ 5                          | ≈ 20                           |

### Schnelle Pyrolyse
Dieses Verfahren wird seit den neunziger Jahren intensiv beforscht und zielt auf die Produktion von flüssigem Pyrolyseöl ab. Es gibt verschiedene Anlagentypen, allerdings ist allen gemein, dass der Prozess sich in drei Teile teilt. Erst muss die Biomasse vorbereitet werden, z. B. durch Trocknung und mechanische Zerkleinerung. Danach erfolgt die kurzzeitige pyrolytische Zersetzung bei rund 500 °C. Das Produkt wird dann kondensiert und aufgereinigt und ggf. weiter veredelt. Die Prozessenergie kann teilweise durch die Verbrennung der unerwünschten festen und gasförmigen Reaktionsprodukte gedeckt werden.
Um möglichst viel Pyrolyseöl zu erhalten, ist es wichtig, dass die Biomassepartikel sehr schnell erhitzt werden und dann sehr schnell wieder abkühlen. Das geht mit sehr speziellen technischen Anlagen einher. Außerdem müssen die Biomassepartikel dazu hinreichend klein sein.

### Mittelschnelle Pyrolyse
Die mittelschnelle Pyrolyse verläuft bei ca. 500 °C. Die Pyrolysemasse wird mittelschnell und für ca. 10 bis 30 Sekunden aufgeheizt. Diese Pyrolyseform befindet sich aktuell noch in der Pilotphase.

### Langsame Pyrolyse
Das Ziel von langsamer Pyrolyse ist die Herstellung von festen sekundären Energieträgern. Sie lässt sich noch weiter in Verkohlung und Torrefizierung unterteilen.

#### Verkohlung
Die Verkohlung oder Karbonisierung (vollständige langsame Pyrolyse) ist seit Jahrtausenden als Methode zur Holzkohleherstellung bekannt und wird bis heute kommerziell durchgeführt.

#### Torrefizierung
Torrefizierung bezeichnet die thermische Behandlung von Biomasse ohne Luftzutritt, was zu einer pyrolytischen Zersetzung und Trocknung führt.

## Anwendungen technischer Pyrolyse

### Pyrolyse von nachwachsenden Rohstoffen
Pyrolyseverfahren werden als aussichtsreiche Technologien eingestuft, um nachwachsende Rohstoffe – besonders auf Lignocellulose-Basis – zu nutzen und fossile Energieträger zu verdrängen, daher wird seit längerem massiv an ihnen geforscht. Allerdings sind die Verfahren zurzeit noch nicht wirtschaftlich und ökonomisch von keiner großen Bedeutung. Die Pyrolyse von Biomasse ist ein Schritt zur Gewinnung zahlreicher verschiedener Biokraftstoffe und Plattformchemikalien.
Die pyrolytische Herstellung von Produkten bietet im Vergleich zur konventionellen Herstellung auf fossiler Basis ein großes Potential zu Treibhausgasreduktion. Dabei hängt die genaue Bilanz besonders von Nutzung der Pyrolyseprodukte und der Art der Biomasse ab.
Die Pyrolyse von Biomasse wird in Form von pyrogener CO2-Abscheidung und -Speicherung (PyCCS) auch als Mittel zur CO2-Fixierung gesehen.

### Pyrolyse von Abfällen
Pyrolyse ist eine wichtige Alternative zur Verbrennung für die Verwertung von Abfällen, wie Altreifen, Altholz oder Kunststoff. Viele derartige Anlagen werden in Asien, besonders in Japan betrieben und wurden auch in Deutschland getestet. Für Deutschland bewertet das Umweltbundesamt die Abfallpyrolyse eher kritisch und hält höchstens eine pyrolytische Vorbehandlung von Abfällen unter bestimmten Umständen für sinnvoll.
Daneben kann Pyrolyse auch als thermische Methode zur Bodensanierung bei Böden mit Öl-, Quecksilber- und Dioxinbelastung genutzt werden.

### Aktivkohleherstellung und -regenerierung
Nachdem Kohle und Binder zu einer definierten Masse gemischt sind, werden Pellets gepresst und in einer sauerstofffreien Atmosphäre erhitzt.
Verbrauchte, d. h. mit dem Schadstoff belastete Aktivkohle wird in einer sauerstofffreien Atmosphäre erhitzt und die Schadstoffe werden bei Temperaturen um die 800 °C ausgetrieben und auch teilweise gecrackt.

### Kunststoffrecycling
Zum Kunststoffrecycling wird eine Wirbelschicht-Pyrolyse nach dem sogenannten Hamburger Verfahren eingesetzt.

### Sonstige Pyrolyseverfahren und Anwendungsfelder
- Schwelerei (Kohle)
- Acetylengewinnung durch das HTP-Verfahren
- das Cracken als Verfahren der Petrochemie zur Herstellung von aromatenreichem Benzin, das sich durch gute Klopffestigkeit auszeichnet (Pyrolysebenzin)
- Flash-Vakuum-Pyrolyse zur Synthese komplexer Strukturen wie Fullerenen
- Industrierußherstellung
- Kohlenstofffaserverstärkter Kohlenstoff: Bei der Herstellung solcher Werkstoffe bildet die Pyrolyse einen wesentlichen Verfahrensschritt.
- Kokerei (Koks-Herstellung aus Braun- oder Steinkohle)
- Pyrolyse in Kombination mit gaschromatographischen Verfahren (z. B. GC/MS) zur Untersuchung und Bestimmung polymerer Materialien
- Wasserstoffgewinnung aus Wasser unter Verwendung von Plasmabrennern
- Selbstreinigende Backöfen arbeiten ebenfalls mit einer auf Pyrolyse basierenden Technik (jedoch mithilfe von Sauerstoff)

## Technische Probleme
Wird zum Beispiel durch fehlerhafte Dichtungen Sauerstoff eingesaugt, kann es bei zu niedrigen Temperaturen zur Bildung eines explosiven Gemischs kommen.  Zur Kontrolle des Explosionsrisikos ist eine Inertisierung erforderlich. Ab ca. 450 °C ist ein explosives Gemisch weniger wahrscheinlich, da der Sauerstoff dann sofort im Sinne einer Teilverbrennung mit dem brennbaren Reaktorinhalt (Gas, Kohlenstoff) reagiert.
Ein weiteres Problem ist, dass gasförmige Produkte (z. B. Teeröl) an Kältebrücken kondensieren und in der Folge an undichten Stellen heraustropfen können.